# Amata paupera
Amata paupera är en fjärilsart som beskrevs av Rocci 1923. Amata paupera ingår i släktet Amata och familjen björnspinnare. Inga underarter finns listade i Catalogue of Life.